# Velika Jasenovača
Velika Jasenovača falu Horvátországban Belovár-Bilogora megyében. Közigazgatásilag Grobosinchoz tartozik.

## Fekvése
Belovártól légvonalban 28, közúton 31 km-re délkeletre, Verőcétől légvonalban 25, közúton 34 km-re délnyugatra, községközpontjától légvonalban 4, közúton 6 km-re északnyugatra a Bilo-hegység délnyugati lejtői alatt, a Barna és Kemenovača patakok partján fekszik.

## Története
A török kiűzése után a község területe majdnem teljesen lakatlan volt és rengeteg szántóföld maradt műveletlenül. Ezért a bécsi udvar elhatározta, hogy a földeket a betelepítendő határőrcsaládok között osztja fel. Az első betelepülő családok 1698-ban érkeztek Lika, Bosznia, a horvát Tengermellék, Imotski és kisebb számban az Isztria területéről. Újjászervezték a közigazgatást is. Létrehozták a katonai határőrvidéket, mely nem tartozott a horvát bánok fennhatósága alá, hanem osztrák és magyar generálisok irányításával közvetlenül a bécsi udvar alá tartozott.
A települést 1774-ben az első katonai felmérés térképén „Dorf Velika Jaszenovacha” néven találjuk. A katonai közigazgatás idején a szentgyörgyvári ezredhez tartozott. Lipszky János 1808-ban Budán kiadott repertóriumában „Jaszenovacha (Velika)” néven szerepel. Nagy Lajos 1829-ben kiadott művében „Jaszenovacha (Velika)” néven 58 házzal, 203 katolikus és 160 ortodox vallású lakossal találjuk.
A katonai közigazgatás megszüntetése (1871) után Magyar Királyságon belül Horvát-Szlavónország részeként, Belovár-Kőrös vármegye Grubisno Poljei járásának része volt. 1857-ben 175, 1910-ben 375 lakosa volt. 1910-ben a népszámlálás adatai szerint lakosságának 54%-a horvát, 31%-a magyar, 14%-a szerb anyanyelvű volt. Az első világháború után 1918-ban az új szerb-horvát-szlovén állam, majd később (1929-ben) Jugoszlávia része lett. 1941 és 1945 között a németbarát Független Horvát Államhoz tartozott. A háború után a település a szocialista Jugoszláviához tartozott. 1991-től a független Horvátország része. 1991-ben lakosságának 80%-a horvát, 10%-a magyar, 8%-a szerb nemzetiségű volt. 2011-ben 58 lakosa volt.

## Lakossága
| Lakosság változása | Lakosság változása | Lakosság változása | Lakosság változása | Lakosság változása | Lakosság változása | Lakosság változása | Lakosság változása | Lakosság változása | Lakosság változása | Lakosság változása | Lakosság változása | Lakosság változása | Lakosság változása | Lakosság változása | Lakosság változása |
| ------------------ | ------------------ | ------------------ | ------------------ | ------------------ | ------------------ | ------------------ | ------------------ | ------------------ | ------------------ | ------------------ | ------------------ | ------------------ | ------------------ | ------------------ | ------------------ |
| 1857               | 1869               | 1880               | 1890               | 1900               | 1910               | 1921               | 1931               | 1948               | 1953               | 1961               | 1971               | 1981               | 1991               | 2001               | 2011               |
| 175                | 208                | 201                | 311                | 363                | 375                | 368                | 319                | 309                | 311                | 283                | 246                | 165                | 102                | 76                 | 58                 |

## Nevezetességei
Illés próféta tiszteletére szentelt római katolikus kápolnáját 1935-ben építették. 8 méter hosszú, 4 méter széles épület, homlokzata felett alacsony, zömök harangtoronnyal, melyben két harang található. A tornyot piramis alakú toronysisak fedi. 1994-ben kívülről megújították.